# Lilla Piratförlaget
Lilla Piratförlaget är ett svenskt bokförlag som ger ut barn- och ungdomslitteratur. De är systerförlag till Piratförlaget och grundades 2011.

## Historik
Erik Titusson tillsammans med Piratförlaget grundade Lilla Piratförlaget 2011. Sedan 2015 ingår Gilla böcker i Lilla Piratförlaget.
2022 bildade grundarna av Lilla Piratförlaget och Alfabeta Bokförlag ett gemensamt ägarbolag för sina två förlag.

## Författare på Lilla Piratföralget (i urval)
- Annika Leone
- Jon Klassen
- Pija Lindenbaum
- Lisa Bjärbo
- Meg Rosoff
- Anna Höglund